# Les Poires

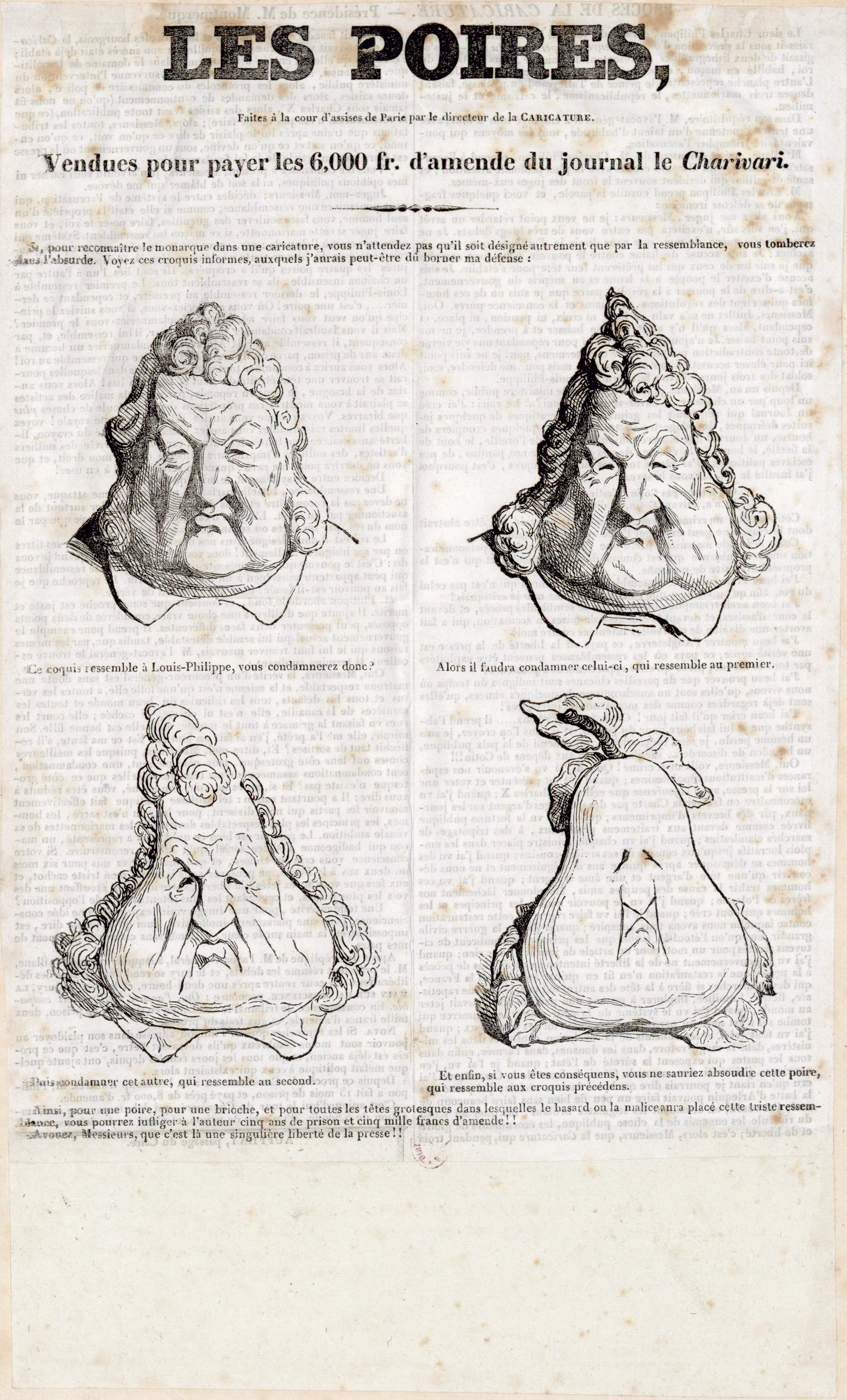
Les Poires, Honoré Daumier (1831)

Les Poires es una famosa serie de dibujos satíricos publicada en el semanario francés La Caricature en 1831, y que constituyó un símbolo del republicanismo contra la Monarquía de Julio representada por Luis Felipe I de Francia.

## Contexto
Los dibujos originales fueron realizados por Charles Philipon el 14 de noviembre de 1831, durante una comparecencia judicial en la que se encontraba encausado por injurias a Luis Felipe I. Dando por segura su condena, decidió realizar esta serie de dibujos delante del tribunal para dar a entender que cualquier cosa podía llegar a parecerse al rey. Una vez realizadas, preguntó a los jueces: “¿Por cuál de los pasos de esta transformación exactamente pretenden ustedes condenarme?". Tras el juicio, Philipon quiso publicar los dibujos en el semanario La Caricature, que él mismo dirigía; para ello, pidió a su colaborador Honoré Daumier que los rehiciera. Esta serie dibujada por Daumier se publicó en el n.º 56 de la revista, del 24 de noviembre de 1831, y su éxito fue inmediato.

## Descripción
Les Poires es una serie de cuatro dibujos que muestra la metamorfosis de la faz del rey Luis Felipe I de Francia, que progresivamente va convirtiéndose en una pera. La caricatura representa la decadencia del reinado, tanto en gestión como en respaldo popular.

## La rebelión popular
La publicación del dibujo de Daumier provocó la reacción esperada por Charles Philipon, que declaró: “Ocurrió lo esperado. El pueblo, adoptando la imagen satírica, de simple concepción, y más simple forma, comenzó a pintar peras por todas partes: dibujadas, esbozadas, grabadas... En poco tiempo, los muros de París estaban llenos de peras, y de allí se extendieron por las paredes de toda Francia”.